# جمیله باکبرگنووا
جمیله باکبرگنووا (به قزاقی: Жамила Бакбергенова،  زادهٔ ۶ ژانویهٔ ۱۹۹۶) یک کشتی‌گیر آزادکار کشور قزاقستان است.
از افتخارات وی می‌توان به کسب سه مدال نقره قهرمانی کشتی جهان ۲۰۲۱ و قهرمانی کشتی جهان ۲۰۲۲ و قهرمانی کشتی جهان ۲۰۲۴ و مدال برنز قهرمانی کشتی جهان ۲۰۲۳ اشاره کرد.